# Smolník
Smolník (też: Smolnícky potok) – duży potok we wschodniej Słowacji (na Spiszu), prawy dopływ Hnilca w zlewisku Morza Czarnego. Całość toku Smolníka znajduje się na terenie Gór Wołowskich. Długość – 20 km. 
Źródliska Smolníka znajdują się na wysokości 1150 m n.p.m. na północno-wschodnich zboczach Pipitki. W źródłowym toku zasila go szereg bogatych w wodę dopływów, spływających wachlarzowato ze wschodnich stoków Przełęczy Úhorniańskiej, z południowo-wschodnich stoków Białych Skał i z południowych zboczy Hekerovej. Poniżej wsi Úhorná jego tok przegradza zapora, tworząca zbiornik wodny Úhorná. Niżej potok, zasilany kolejnymi licznymi dopływami, płynie w kierunku północno-wschodnim przez miejscowości Smolník i Smolnícka Huta, po czym uchodzi do Hnilca koło wsi Mníšek nad Hnilcom. 
Dolina Smolníka była niegdyś bardzo ruchliwym okręgiem górniczo-hutniczym. W licznych kopalniach drążonych w zboczach doliny wydobywano rudy miedzi, srebra, ołowiu i rtęci. Sam potok w Smolníku i Smolníckiej Hucie napędzał koła wodne licznych urządzeń hutniczych.